# NGC 1347
NGC 1347 est une galaxie spirale barrée située dans la constellation de l'Éridan. Elle a été découverte par l'astronome américain Francis Leavenworth en 1876.

## Caractéristiques
Sa vitesse par rapport au fond diffus cosmologique est de 1 629 ± 11 km/s, ce qui correspond à une distance de Hubble de 24,0 ± 1,7 Mpc (∼78,3 millions d'al).
Sa vitesse par rapport au fond diffus cosmologique est de
La classe de luminosité de NGC 1347 est III et elle présente une large raie HI.

## Groupe de NGC 1395
NGC 1347 fait partie du groupe de NGC 1395. Ce groupe fait partie de l'amas de l'Éridan et il comprend au moins 31 galaxies, dont NGC 1315, NGC 1325, NGC 1331, NGC 1332, NGC 1353, NGC 1371, NGC 1377, NGC 1385, NGC 1395, NGC 1401, NGC 1414, NGC 1415, NGC 1422, NGC 1426, NGC 1438, NGC 1439, IC 1952, IC 1953 et IC 1962.

## Paire de galaxies
De plus, NGC 1347 forme une paire avec la galaxie PGC 816443 (NGC 1347 NED02 ou ESO 548-27). Cette paire figure dans l'atlas de Halton Arp sous la cote Arp 39. NGC 1347 ainsi que PGC 816443 font partie de l'amas de l'Éridan, mais la galaxie PGC 816443 ne figure pas dans la liste de Garcia.